# Nematopodius tricolor
Nematopodius tricolor là một loài tò vò trong họ Ichneumonidae.